# Silke Bühler-Paschen
Silke Bühler-Paschen (* 1967 in Aachen als Silke Paschen) ist eine deutsch-österreichische Festkörperphysikerin. Sie ist seit 2005 Professorin am Institut für Festkörperphysik der Technischen Universität Wien, wo sie den Forschungsbereich Quantum Materials leitet.
Bühler-Paschen studierte an der TU Graz Physik mit dem Diplom-Abschluss 1992 und wurde 1995 an der École polytechnique fédérale de Lausanne promoviert (Electron transport in polymer composites). Als Post-Doktorandin war sie bis 1998 an der ETH Zürich. 1999 bis 2004 war sie wissenschaftliche Mitarbeiterin am Max-Planck-Institut für Chemische Physik fester Stoffe in Dresden, ab 2004 als Professorin. 2001/02 war sie Gastprofessorin an der Universität Nagoya. 2005 wurde sie Professorin an der TU Wien und dort von 2007 bis 2015 Institutsvorstand des Instituts für Festkörperphysik.
Sie forscht über stark korrelierte Elektronensysteme, Quantenkritikalität, topologische Systeme und Thermoelektrizität.
Sie ist seit 1993 verheiratet und hat drei Kinder.

## Auszeichnungen
- 2008: Advanced Grant des European Research Council (ERC)
- 2015: Nominierung durch Die Presse zur Österreicherin des Jahres in der Kategorie Forschung[5]
- 2015: Fellow der American Physical Society
- 2022: Leitung des Spezialforschungsbereichs Korrelierte Quantenmaterialien und Festkörper-Quantensysteme des FWF[6]
- 2022: Advanced Grant des European Research Council (ERC)[7]